# Open Dynamics Engine
Open Dynamics Engine (ODE) é um motor de física. Seus dois principais componentes são o motor de dinâmicas de corpo rígido e o motor de detecção de colisão. Ele é código aberto, licenciado sob a BSD e a LGPL.
Desenvolvido em C++, há bindings para C, Python (PyODE) e Ruby (Ruby-ODE), entre outras.